# Chlorowax 500C
Chlorowax 500C es el nombre comercial del compuesto orgánico 2,3,4,5,6,8-hexaclorodecano. De fórmula molecular C10H16Cl6, es un parafina clorada lineal de diez átomos de carbonos con seis átomos de cloro en las posiciones 2, 3, 4, 5, 6 y 8 de la cadena carbonada.

## Propiedades físicas y químicas
Chlorowax 500C es un líquido viscoso, incoloro o de color ligeramente ámbar, y prácticamente inodoro.
Tiene una densidad aproximada de 1,35 g/cm³. Hierve a 400 °C mientras que su punto de fusión es de 28 °C, siendo ambas cifras estimadas.
El valor del logaritmo de su coeficiente de reparto, logP = 5,11, indica que es considerablemente más soluble en disolventes apolares —como el 1-octanol— que en disolventes polares; es insoluble en agua.
Chlorowax 500C evidencia inestabilidad a temperaturas superiores a 25 °C, siendo sensible a la exposición prolongada al calor o la luz (puede oscurecerse). Dicha descomposición es catalizada por aluminio, zinc y hierro. Es incompatible con agentes oxidantes y agentes reductores fuertes, así como con bases fuertes. No es inflamable.

## Usos
Chlorowax 500C es un plastificante de viscosidad media. Se emplea para mejorar la resistencia al fuego en recubrimientos, pinturas, lacas y barnices. Se puede usar como plastificante no volátil. Mejora la adhesión, la resistencia al agua y a los productos químicos, así como la resistencia al petróleo y al gas.
Forma parte de composiciones utilizadas para el recubrimiento de superficies sumergidas de barcos que además puedan ser aplicadas bajo el agua.
En el campo de la impresión, se ha planteado su uso en sistemas de transferencia de colorante térmico; concretamente, se incluye en láminas «donantes», que consisten en una dispersión fina de pigmento en una cera clorada sobre un sustrato no poroso.
Puede también utilizarse como precursor en la fabricación de capas epitaxiales con aplicación en circuitos integrados y como agente reductor para formar material de tungsteno sobre sustratos utilizando procesos de deposición de vapor.
Por otra parte, se ha estudiado la bioacumulación de este compuesto y los efectos que produce en organismos vivos. 
En truchas arcoíris alimentadas con dosis de Chlorowax 500C, se constató su acumulación en tejidos, si bien no se observaron efectos toxicológicos importantes.
En este sentido, también se ha encontrado que, a diferencia de otras parafinas cloradas de cadena corta como 1,4-diclorobenceno y d-limoneno, chlorowax 500C no produce tumores renales en ratas macho.